# Allan Green
Allan Lamar Green (ur. 20 sierpnia 1979 w Tulsa), Zawodowy bokser Amerykański wagi junior ciężkiej, uczestnik turnieju Super Six.

## Amatorska Kariera
Podczas amatorskiej kariery Allan Green walczył w wadze półciężkiej wygrał 55 pojedynków i tylko sześciokrotnie zszedł z ringu pokonany, zdobył między innymi pięciokrotne mistrzostwo stanu Oklahoma

## Zawodowa Kariera

### Waga półciężka
Allan Green zadebiutował w wadze półciężkiej 9 listopada 2002 a jego przeciwnikiem był legitymujący się wtedy rekordem 1-1 Robert Dykes. Allan wygrał ten pojedynek przez TKO  już w pierwszej rundzie. Dwie kolejne walki również zakończył już w pierwszej rundzie a jego przeciwnikami byli kolejno Donnie Davis oraz Rodney Moore. W swojej czwartej walce zmierzył się z Ola Afolabi i była to pierwsza walka której nie zdołał zakończyć przed czasem, a sędziowie punktowali jednogłośnie 39-37, 40-36 oraz 40-36 dla Greena. W swojej dwudziestej walce Green stanął naprzeciw Donny McCrary. Green w tym pojedynku po raz pierwszy leżał na deskach ale pomimo tego wygrał przez TKO w szóstej rundzie.
14 października 2006 Allan Green brutalnie znokautował byłego olimpijczyka Jarsona Ravelo. w sumie w wadze półciężkiej Green stoczył 23 pojedynki wygrywając wszystkie w tym siedemnaście przed czasem.

### Waga Średnia
Allan Green zmienił kategorię wagową na niższą i przeszedł do wagi średniej by 3 marca 2007 stanąć przeciwko Edison Miranda. i podczas tej walki poniósł pierwszą porażkę w karierze. Miranda leżał na deskach w ósmej rondzie a Green dwukrotnie w dziesiątej walce. Miranda wygrał jednogłośnie na punkty. Allan Green po tej walce zdecydował się przejść do wyższej kategorii wagowej.

### Waga Super Średnia
W wadze super średniej Green zadebiutował 13 lipca 2007 a przeciwnikiem był Darrell Woods. Green wygrał przez KO już w pierwszej rundzie. 19 października zmierzył się z Sherwin Davis którego pokonał przez KO w drugiej rondzie.
W 2008 roku walczył dwukrotnie gdzie wpierw 4 stycznia pokonał wysoko na punkty Rubina Williamsa a następnie 15 listopada pokonał przez TKO w siódmej rundzie Carla Danielsa.
25 kwietnia 2009 Allan Green wystąpił na gali gdzie walką wieczoru był pojedynek Jermaina Taylora z Carlem Frochem. Przeciwnikiem Greena był Carlos De Leon Jr. Green wygrał przez TKO w drugiej rundzie kładąc przeciwnika czterokrotnie na deski. 2 października 2009 Allan Green zmierzył się z Tarvis Simms a stawką pojedynku był pas WBO NABO. Green wygrał jednogłośnie na punkty.

### Super Six
W styczniu 2010 roku Jermain Taylor odszedł z turnieju Super Six z powodu kontuzji po brutalnym nokaucie z rąk Arthura Abrahama. Allan Green zastąpił Taylora a pierwszym przeciwnikiem był Andre Ward mistrz WBA. 19 czerwca 2010 Green przegrał pojedynek wysoko na punkty. 6 listopada 2010 w drugim pojedynku w turnieju Super Six Allan Green zmierzył się z doświadczonym weteranem ringów Glenem Johnsonem. Allan Green przegrał przez TKO w ósmej rundzie pomimo że do momentu przerwania walki sędziowie punktowali dwukrotnie 67-66 dla Greena oraz 65-68 dla Johnsona. Ponosząc tę porażkę Allan Green odpadł z turnieju.

### Waga junior ciężka
Po odpadnięciu z turnieju Super Six przeszedł do wagi junior ciężkiej i w swoim debiucie 13 sierpnia 2011 pokonał przez techniczny nokaut w drugiej rundzie Craiga Gandy.